# Liogenys acutidens
Liogenys acutidens – gatunek chrząszcza z rodziny poświętnikowatych i podrodziny chrabąszczowatych. Endemit Brazylii.

## Taksonomia
Gatunek ten opisany został po raz pierwszy w 1919 roku przez Juliusa Mosera na łamach „Stettiner Entomologische Zeitung”. Jako lokalizację typową wskazano Cuiabę w Brazylii. W 2017 roku redeskrypcji gatunku dokonali Mariana Alejandra Cherman i współpracownicy.

## Morfologia
Chrząszcz o ciele długości od 8 do 9 mm i szerokości od 3,7 do 4,2 mm, ubarwionym żółtawobrązowo z żółtawymi lub jasnoceglastymi pokrywami.
Głowa ma oczy rozstawione prawie na dwukrotność swoich szerokości i dziesięcioczłonowe czułki. Wykrojenie krawędzi nadustka jest płytkie, szerokie, zaokrąglone; ząbki przednie po jego bokach mają równoległe krawędzie zewnętrzne, tworzące kąty rozwarte z wyrostkami bocznymi nadustka, a odległości pomiędzy ząbkami przednimi a wyrostkami bocznymi nadustka są równe szerokości nasady ząbków.
Przedplecze ma łysy dysk z rozproszonym i delikatnym punktowaniem, prostą krawędź przednią oraz rozwarte i prawie kanciaste kąty tylne. Tarczka jest trójkątna. Błyszczące, łyse, ponad trzykrotnie od przedplecza dłuższe pokrywy mają po cztery słabo wyróżnialne żeberka i niewyniesiony szew. Na biodrach przednich występują łuski, a na tylnych szczecinki. Golenie przedniej pary mają trzy ząbki na krawędzi zewnętrznej, z których nasadowy jest najmniejszy, a środkowy i wierzchołkowy równych długości. Golenie środkowej pary mają kwadratowy przekrój i niekompletną wierzchołkową z dwóch listewek poprzecznych.
Odwłok ma szerokie, niemal trapezowate, wysklepione, pokryte szczecinkami i  siateczkowatym punktowaniem pygidium. Genitalia samca mają paramery o wcięciu sięgającym ⅔ długości, zbieżnych krawędziach wewnętrznych, zaopatrzonych w wyrostki przedwierzchołkowe brzegach zewnętrznych, silnym przewężeniu pomiędzy tymi wyrostkami, a wierzchołku szpatułkowatym z ostrymi, zakrzywionymi dozewnętrznie krawędziami nieosiągającymi poziomy krawędzi zewnętrznej paramery.

## Rozprzestrzenienie
Gatunek neotropikalny, endemiczny dla Brazylii, znany ze stanów Mato Grosso i Minas Gerais.